# Rickettsiales
Rickettsiales je řád bakterií z kmene Proteobacteria, třídy alfa. Většina žije uvnitř buněk svých hostitelů (tzv. intracelulárně). Někteří zástupci jsou patogenní (Rickettsia, Wolbachia).
Mnohé studie naznačují, že právě bakterie Rickettsiales jsou ty bakterie, které dle endosymbiotické teorie vstoupily do buněk raných eukaryotních organismů a daly tak vzniknout mitochondriím.